# رازن-آنتهولتز
رازن-آنتهولتز (به ایتالیایی: Rasun Anterselva) یک منطقهٔ مسکونی در ایتالیا است که در تیرول جنوبی واقع شده‌است.

## خصوصیات
رازن-آنتهولتز ۱۲۱٫۱ کیلومترمربع مساحت و ۲٬۸۷۸ نفر جمعیت دارد و ۱٬۰۳۰ متر بالاتر از سطح دریا واقع شده‌است.